# Hierotesió
El terme Hierotesió, del grec (ἱεροθέσιον) designa un santuari on es realitzen els enterraments sagrats dels membres d'una família reial. Destaquen els de la dinastia reial hel·lenistico-persa de Commagena.
A més de la hierotesió que Antíoc I de Commagena va construir al Mont Nemrut, existeix una segona al Túmul de Karakuş, santuari erigit pel seu fill Mitrídates II i ubicat a 12 km de Kahta. Aquest monument fúnebre aplegava les tombes reials d'Isias, mare de Mitrídates II, la seva germana Antioquis i la seva neboda Aka.
Una tercera hierotesió de la zona es troba a Arsameia del riu Nimfeus, lloc anomenat actualment Gerger Kalesi (Fortalesa Gerger), vinculada al pare d'Antíoc, Mitrídates I i al seu avi, el rei Sames II. A la part superior del túmul originalment es trobava un temple dedicat a la deessa local Argandene. Posteriorment es va convertir en santuari sagrat i es va erigir una columna amb una estàtua que mostra a Sames mirant en direcció al Mont Nemrut.